# Trà Duyệt
Maha Saya (Hindi: महा शय, chữ Hán: 槃羅茶悦 / Bàn-la Trà-duyệt, ? - 1460) là vua của vương triều thứ 14 của Chăm Pa.

## Tiểu sử
Trà Duyệt được biết đến qua Minh sử và Việt sử với nhiều sự sai khác. Theo Đại Việt sử ký toàn thư của Việt Nam, Trà Duyệt là con của nhũ mẫu vua Maha Kaya. Ông sát hại vua để đoạt ngôi. Cũng theo Đại Việt sử ký toàn thư, Trà Duyệt vốn là anh của Trà Toàn và mất năm 1460, truyền ngôi cho Trà Toàn. Ngược lại, Minh thực lục của nhà Minh lại chép rằng Trà Duyệt là em Trà Toàn và là người kế tục Trà Toàn từ sau cuộc chiến năm 1471. Theo Đại Minh thực lục, sau khi Trà Toàn bị bắt và mất ở Đại Việt, Trà Duyệt kế tục làm vua Chiêm; trong những năm sau Trà Duyệt vẫn sai sứ sang triều cống Minh Hiến Tông và được nhà Minh công nhận năm 1472 và sau đó bị quân Đại Việt bắt. Sứ nhà Minh đến phong năm 1475 nhưng không gặp được phải trở về.
Một mặt nói vua Chiêm sau Trà Toàn là Trà Duyệt, mặt khác Minh thực lục vẫn biên lại nội dung thư của Lê Thánh Tông (sử nhà Minh ghi là Lê Hạo) gửi Minh Hiến Tông về tình hình Chiêm Thành sau thời Trà Toàn như sau: 
"Quốc vương Chiêm Thành là Bàn La Trà Toàn xâm phạm đạo Hóa châu, bị người em là Bàn La Trà Toại giết. Toại tự lập làm vua, sắp xin cầu phong, lại bị con Bàn La Trà Duyệt là Trà Chất Đại Lai giết, từ đó trong nước này loạn lạc nổi lên, không có một ngày yên ổn…"
Theo Minh thực lục, thứ tự anh em Maha Saya thay nhau làm vua Champa là: 
- Bàn La Duyệt (1457-1460) - Bàn La Trà Toàn (1460-1471) - Bàn La Trà Duyệt (1471-1474)[7].

Còn theo Việt sử, thứ tự các anh em vua Chiêm là:
- Bàn La Trà Duyệt (1458-1460) - Bàn La Trà Toàn (1460-1471) - Bàn La Trà Toại[8]/(tướng) Bố Trì Trì[1].

Theo Đại Việt sử ký toàn thư, Maha Saja có hai người vợ: 
- Vợ cả: Nguyên là con gái của vua Maha Vijaya, sau lại làm vợ Maha Sajan.
- Vợ thứ: Nguyên là cháu của vua Maha Vijaya, sau cũng làm vợ Maha Sajan.

### Thông tin theo nguồn Trung Quốc
Theo Minh thực lục các thông tin về Bàn La Trà Duyệt (槃羅茶悅 Pan-luo Cha-yue) như sau:
Ngày 11 tháng 9 năm Thành Hóa năm thứ 3 (ngày 10 tháng 10 năm 1467 dương lịch), vua nước Chiêm Thành (占城) là Bàn La Trà Duyệt (槃羅茶悅) sai sứ thần là Xú Lặc (臭勒) dâng voi và các vật phẩm triều cống. Ngày 4 tháng 10 âm lịch năm Thành Hóa thứ 5 (成化五年) tương ứng với ngày 27 tháng 10 năm 1469 dương lịch, vua nước Chiêm Thành (占城) là Bàn La Trà Duyệt (槃羅茶悅) sai sứ thần là Bố Sa Phạ Bà La Thủy (布沙帕婆羅始) dâng biểu vào triều, cống nạp voi và các vật phẩm.
Nước Chiêm Thành (占城) sai sứ thần là Nhạc Sa (樂沙) đến báo cấp, nói rằng nước mình giáp ranh với An Nam (安南), nhiều lần bị xâm chiếm. Gần đây, An Nam sai người đến đòi tê giác, voi và báu vật, muốn nước Chiêm Thành tiếp đãi như tiếp sứ giả của triều đình. Nhưng Chiêm Thành mong cùng An Nam đều phụng mệnh triều đình, không chịu khuất phục, vì thế sinh ra xung đột. Vào tháng 2 năm Thành Hóa thứ 7 (成化七年), tức tháng 3 năm 1471 dương lịch, quân An Nam tiến đến, đánh phá thành nước Chiêm, bắt vua Bàn La Trà Toàn (槃羅茶全) cùng hơn 50 người trong gia quyến, cướp lấy bảo ấn, đốt phá nhà cửa, giết hại cướp bóc quân dân nam nữ vô số. Nay em vua là Bàn La Trà Duyệt (槃羅茶悅) tạm lãnh việc nước, cúi xin triều đình xử lý. Bộ Binh thượng thư Bạch Khuê (白圭) và các quan tâu rằng: Năm Thành Hóa thứ 7, An Nam dâng biểu nói Chiêm Thành vượt biên xâm phạm, muốn xin đánh để ngăn bạo ngược. Các thần đã xét thấy Lê Hạo (黎灝) ngầm có ý thôn tính, ngoài mặt xin đánh. Nay quả nhiên phá nước, bắt vua. Nếu không xử lý, chẳng những mất lòng quy thuận của Chiêm Thành, mà còn khiến An Nam thêm kiêu ngạo. Nên sai quan mang chiếu dụ Lê Hạo, lệnh trả lại vua Chiêm bị bắt cùng gia quyến, ấn tín cho nước ấy, tránh gây chiến tranh liên miên. Vua chuẩn tấu, không cần sai quan, đợi khi sứ An Nam đến thì trao chiếu cho họ.
Ngày 22 tháng 6 âm lịch năm Thành Hóa thứ 8 (成化八年), tức ngày 13 tháng 7 năm 1472 dương lịch, triều đình ban lệnh phong em trai của cố vua nước Chiêm Thành (占城) là Bàn La Trà Toàn (槃羅茶全), tên là Bàn La Trà Duyệt (槃羅茶悅), nối ngôi làm vua Chiêm Thành. Trước đó, Bàn La Trà Toàn bị An Nam bắt, ấn tín triều đình ban cũng bị mất. Em là Bàn La Trà Duyệt tạm nắm việc nước, dâng biểu xin phong tước và xin cấp lại ấn tín. Bộ Lễ tâu xin chiếu theo lệ thời Chính Thống phong cho thế tử Ma Ha Bí Lai (摩訶賁來), sai quan đến phong và cấp theo lời xin. Triều đình chuẩn tấu, sai Hữu cấp sự trung khoa Công là Trần Tuấn (陳峻) và hành nhân ty hành nhân Lý San (李珊) đến phong.
Ngày 14 tháng 12 âm lịch năm Thành Hóa thứ 10 (成化十年), tức ngày 6 tháng 1 năm 1475 dương lịch, Hữu cấp sự trung khoa Công là Trần Tuấn (陳峻) cùng đoàn sứ được sai đi Chiêm Thành (占城) nhưng không thể vào nước, phải quay về, dâng nộp lại chiếu chỉ, ấn vàng bạc mạ, gấm vóc mang theo. Ban đầu, Trần Tuấn được sai đi phong vương cho Bàn La Trà Duyệt (槃羅茶悅), đi đường biển đến cảng Tân Châu của Chiêm Thành, nhưng bị quân canh giữ ngăn cản không cho vào. Phiên dịch cho biết đất ấy đã bị An Nam chiếm giữ, vua Chiêm Thành lánh đến núi Linh. Khi đến núi Linh thì biết Bàn La Trà Duyệt cùng cả gia quyến đã bị An Nam bắt, đất Chiêm Thành đã bị đổi thành châu Giao Nam (交南州). Trần Tuấn không dám tiến vào, nhưng đoàn mang theo nhiều hàng hóa tư nhân và thương nhân, bèn lấy cớ gặp gió, vượt biên đến nước Mã Lai (滿剌加) giao dịch, đồng thời dụ vua nước ấy sai sứ vào triều cống. Nay về tâu rõ việc An Nam chiếm giữ Chiêm Thành. Vua nước Mã Lai cung cấp củi gạo, lễ nghi rất chu đáo. Việc được giao cho các bộ xử lý. Bộ Lễ tâu rằng nên đợi khi sứ Mã Lai vào triều thì ban chiếu khen thưởng vua nước ấy. Bộ Binh cũng tâu rằng An Nam cậy mạnh thôn tính nước phiên, việc này không nhỏ, nên giao cho các công khanh bàn luận. Anh Quốc công Trương Mậu (張懋) và các đại thần cho rằng An Nam hung bạo, cần nêu tội mà đánh. Nhưng vua trị người man di thì lấy không trị mà trị, nay chưa rõ nguyên nhân Chiêm Thành bị diệt, không thể khinh suất động binh. Vả lại, An Nam sang năm sẽ vào triều cống, nên đợi khi sứ giả đến, sai phiên dịch tra rõ sự việc rồi mới xử lý. Lại nói rằng Vân Nam, Quảng Tây và Quảng Đông giáp ranh với An Nam, nên lệnh cho các quan tổng binh trấn thủ các nơi ấy phải nghiêm phòng giữ, đề phòng xâm lấn. Vua đều chuẩn theo.
Ngày 25 tháng 8 âm lịch năm Thành Hóa thứ 11 (成化十一年), tức ngày 13 tháng 9 năm 1476 dương lịch, vua nước An Nam (安南) là Lê Hạo (黎灝) dâng biểu tâu rằng: Trước kia, vua nước Chiêm Thành (占城) là Bàn La Trà Toàn (槃羅茶全) do xâm phạm đạo Hóa Châu nên bị em là Bàn La Trà Duyệt (槃羅茶悅) giết. Sau đó, Trà Duyệt tự lập làm vua, chuẩn bị xin phong, thì con Trà Duyệt là Trà Chất Đài (茶質苔) đến, lại giết Trà Duyệt. Từ đó, nước ấy loạn lạc liên miên, không có ngày yên ổn, chẳng phải lỗi của nước thần. Nay thần kính tuân thánh dụ, ngưng binh hòa hiếu, số nam nữ bắt được hơn 740 người đều đã cho về nước. 

Việc được giao cho Bộ Binh xử lý. Bộ Binh tâu rằng lời vua Lê Hạo không nhắc đến việc xâm chiếm Chiêm Thành, khác với lời của Hữu cấp sự trung Trần Tuấn (陳峻) và các sứ thần, thật giả khó phân. Vua nhân việc các sứ thần như Lê Hoằng Dục (黎弘毓) trở về, ban chiếu dụ Lê Hạo rằng: Trước kia, Bàn La Trà Duyệt tâu vua Bàn La Trà Toàn bị nước ngươi bắt, Chiêm Thành không còn chủ, xin phong vương. Trẫm theo đức trời đất yêu sinh, thuận lời xin, sai sứ đi phong. Sau đó, sứ về tâu rằng đất Chiêm Thành quả bị nước ngươi chiếm, đổi thành châu huyện. Trẫm còn nghi mà chưa tin. Nay nhận được biểu vua, nói rõ Chiêm Thành gây chiến, tạo oán, xâm phạm biên giới, dẫn đến mất nước, đều là tự chuốc lấy. Việc tuy chưa rõ, nhưng lý có thể có. Huống chi lời vua chân thành, chắc không phải ngụy biện. Chiêm Thành là một nước, truyền nối đã lâu, trước đây chẳng phải không có kẻ mạnh muốn thôn tính, nhưng sử sách chưa từng ghi được hay mất, đủ thấy nay nếu một sớm diệt tuyệt, chẳng những trái ý chỉ triều đình, mà còn khiến các nước ngoài sinh nghi, cùng nhau khởi tranh, thì có lợi gì cho nước ngươi? Chiếu dụ đến, vua nên xét lại, trả lại tông tộc, dân chúng, phục hồi đất đai, để không đến nỗi tuyệt tự. Như vậy, vua sẽ trọn được nghĩa hưng vong nối dõi, lòng kính trời phụng đại triều, cả hai đều vẹn. Vua nên cố gắng thực hiện.